# Асис (муниципалитет)
Асис (порт. Assis)  —  муниципалитет в Бразилии, входит в штат Сан-Паулу. Составная часть мезорегиона Ассис. Входит в экономико-статистический  микрорегион Асис. Население составляет 95 703 человека на 2007 год. Занимает площадь 462,705 км². Плотность населения — 207,3 чел./км².

## История
Город основан 1 июля 1905 года. 

## Статистика
- Валовой внутренний продукт на 2005 составляет 874.887 реалов (данные: Бразильский институт географии и статистики).
- Валовой внутренний продукт на душу населения на 2003 составляет 5.809,48 реалов (данные: Бразильский институт географии и статистики).
- Индекс развития человеческого потенциала на 2005 составляет 0,829 (данные: Программа развития ООН).